# Katfoura (district)
Katfoura est l'un des districts de la sous-préfecture de Kanfarandé, situé dans la préfecture de Boké en république de Guinée,,.

## Géographie

### Démographie
- En 2014, le district comptait 1 877 habitants selon les RGPH 2014[4] ,[5].